# Torre de Meer
La Torre de Meer es un monumento protegido como Bien Cultural de Interés Nacional de la ciudad de Cardona en la comarca del Bages (provincia de Barcelona).

## Descripción
Se trata de un fortín cilíndrico, edificado en 1838. Es de un tipo de construcción clásica de su tiempo: las guerras carlistas. Reducto o fuerte de planta circular, que va reduciendo el diámetro a medida que gana en altura. A media altura de la construcción, presenta alguna aspillera y obra basta, en general, a pesar de que dé idea de robustez.

## Noticias históricas
Durante la guerra llamada de "los Siete Años", el castillo de Cardona permaneció en poder de los cristinos, como los carlistas, capitaneados por Tristán, a menudo practicaban incursiones de hostilidades, con el deseo de hacerse dueños también de las famosas salinas, el barón de Meer, un militar de origen flamenco, hizo construir, el 1837-1838 este fuerte que hoy recibe su nombre, para poder rechazar los ataques contrarios o al menos estar al acecho.